# Leszek Maciaszek
Leszek Andrzej Maciaszek – polski informatyk, dr hab. nauk ekonomicznych, profesor nadzwyczajny i dyrektor Instytutu Informatyki Ekonomicznej  Wydziału Zarządzania, Informatyki i Finansów Uniwersytetu Ekonomicznego we Wrocławiu.

## Życiorys
W 1972 ukończył studia informatyczne na Akademii Ekonomicznej im. Oskara Langego we Wrocławiu, natomiast w 1977 obronił pracę doktorską, 2 października 2008 habilitował się na podstawie dorobku naukowego i pracy zatytułowanej Modelowanie i rozwój adaptacyjnych złożonych systemów informatycznych. 4 marca 2015 nadano mu tytuł profesora w zakresie nauk ekonomicznych.
Objął stanowisko profesora nadzwyczajnego i dyrektora w Instytucie Informatyki Ekonomicznej na Wydziale Zarządzania, Informatyki i Finansów Uniwersytetu Ekonomicznego we Wrocławiu.

## Publikacje
- 2008: Modelowanie i rozwój adaptacyjnych złożonych systemów informatycznych/Modelling and Development of Adaptive Complex Information Systems[1]
- 2013: Position papers of the federated conference on computer science and information systems[1]